# Parafia Najświętszego Serca Pana Jezusa w Krynicy-Zdroju
Parafia Najświętszego Serca Pana Jezusa – rzymskokatolicka parafia znajdująca się w Krynicy-Zdroju. Parafia należy do diecezji tarnowskiej i dekanatu Krynica-Zdrój. Erygowana w 1981 roku.
Na terenie parafii funkcjonuje kościół filialny w dawnej cerkwi w Słotwinach.

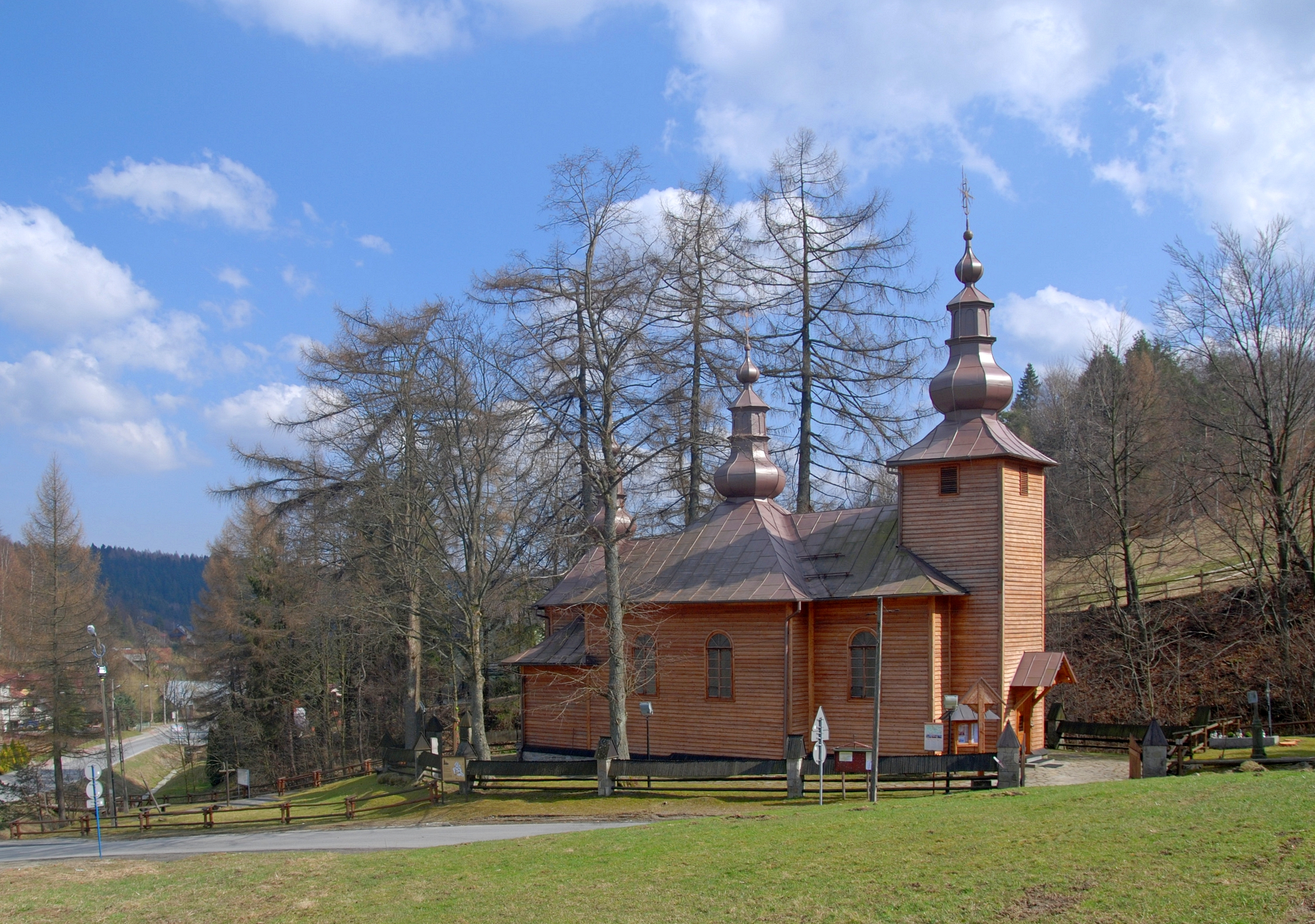
Dawna cerkiew w Słotwinach